# Триртутьтербий
Триртутьте́рбий — бинарное неорганическое соединение, интерметаллид
тербия и ртути
с формулой TbHg3,
кристаллы.

## Получение
- Сплавление стехиометрических количеств чистых веществ:

{\displaystyle {\mathsf {Tb+3Hg\ {\xrightarrow {400^{o}C}}\ TbHg_{3}}}}

## Физические свойства
Триртутьтербий образует кристаллы гексагональной сингонии, пространственная группа P 63/mmc, параметры ячейки a = 0,6565 нм, c = 0,4887 нм, Z = 2,
структура типа кадмийтримагния CdMg3.
Соединение образуется по перитектической реакции при температуре 400 °C (493 °C).